# Butterfly (album)
Treść tego artykułu może nie być zgodna z zasadami neutralnego punktu widzenia.
 Po wyeliminowaniu niedoskonałości należy usunąć szablon {{Dopracować}} z tego artykułu.
Butterfly – szósty studyjny album Marii Carey wydany 16 września 1997 w Stanach Zjednoczonych przez Columbia Records.

## Album i jego historia
To ten krążek, na który fani Mariah musieli czekać ponad 2 lata, jest kwintesencją ponad rocznej pracy, która wprawiła w zachwyt odkrywając swoje prawdziwe oblicze. Płyta ta jest ważnym symbolem okresu życia i rozwoju kariery, to przez wymowę tej płyty chce pokazać siebie – prawdziwą Mariah.
Po raz pierwszy nie odczuwała presji związanej z wydaniem kolejnego oszałamiającego longplaya, który stał kasowym osiągnięciem muzycznym.
korzystając z nieograniczonych możliwości dokonuje zmian, których wcześniej nie pozwolono jej wprowadzić – śpiewa bardziej wyciszonym głosem, skupiając się na barwie głosu niż na jego skali.
Po burzliwie zakończonym małżeństwie ze swoim mężem, szefem Sony Music i menadżerem, Tommy Motolla, Mariah mówi o przełomie w jej życiu prywatnym, który również przekłada się na zawartość, ponieważ jak sama mówi "Moje piosenki jeszcze nigdy nie były tak osobiste".
Na Butterfly uderzająco zwracają uwagę zawarte teksty, w których dostrzega się empirię i czerpania z nich tego, co najlepsze, pokazując światu, że wie czego chce, ma cele w życiu i że dla niej liczy się coś jeszcze, a nie tylko opinia innych i dlatego te piosenki są prawdziwym odbiciem piosenkarki.
Dopiero przy pracy nad płytą dostrzegała do jakich zmian doszło w niej na przestrzeni lat przywołując w pamięci okres z Music Box w jej muzyce, sięgając po zdecydowane jak an ów czas mocno silniejszy styl R&B, Hip Hop i Funky, ale dalej trzymając się stylów, które wyniosły ja na piedestał.
Utwory stawały się integralną częścią przełomu kariery, jednak nie wiedziano jak wpłyną one na reakcję fanów, ale także wiedziała, że najwyższy czas na otwarcie się przed nimi bez względu na wszystko – efekt był olśniewający i osiągnął aprobatę fanów.
Również po raz pierwszy dostrzegalna była różnorodność stylów, ale także współproducentów, którzy wraz z nią nadali "Motylkowi" zwiewnej lekkości.
Współpraca z takim producentem jak Sean Combs biorącym czynny udział w realizacji hitu "Honey", nadając mu nutkę smaku sprawiając, że chce się go słuchać na nowo i wciąż. Jest fenomenalnym i przemyślanym zabiegiem, gdzie przez jego tekst, klip i samą promocję doświadcza się odsłony przedsmaku nadejścia nowego etapu w jej życiu.
Mimo mocnych postanowień i decyzji jakie podjęła w swoim podejściu do muzyki, stawiała na współpracę z nowym nabytkiem Bad Boy Entertainment Inc., Steven A. Jordan'a nadając niepowtarzane prekursorstwo świeżości "Breakdown" i "Honey".
Pokazała, że potrafi także odnaleźć się w zupełnie nowych dla niej gatunkach muzycznych i przy współpracy z The Trackmasters, przez hip-hopowo – funkowe brzmienie w "The Roof" stworzono niepowtarzalny klimat oczarowujący fanów.
również przy nagraniu "Babydoll" z Missy Eliott nikt nie spodziewał się tak umiejętnego połączenia i zgodności, a zarazem zaznaczenia reprezentowanego stylu przez siebie i zaczęto mówić o niesłychanej kompatybilności między artystkami na podłożu życiowym i mentalnym, że na znak ich równości o Mariah zaczęto mówić tak jak o Missy.E – MC.
Mimo wielu producentów, którzy pracowali z nią największy udział w pracy należał do nierozłączonego duetu Mariah i Waltera, który nadawał Butterfly dojrzalszą wymowę, stajać się do ulubionym krążkiem Mariah.
Praca nad płytą była przemyślana w najmniejszych szczegółach – nawet okładka odgrywa ważną rolę, ponieważ chciała już na "zewnątrz" pokazać tę lekkość i radość z życia, a zarazem powagę też dlatego nie mogła zdecydować się na jedną wersję okładki, jednak ta równowaga przede wszystkim odbicie w zawartości pokazując przejścia w różne stany – od wyciszenia się "na uboczu" przez "Breakdown", który ma być swoistą lekcją życia.

## Promocja
"Honey" jest piosenką promującą nadejście albumu 16 września, ale także trzecim singlem Mariah, który należy do skromnego grona sześciu utworów, które debiutują na pierwszej pozycji Billboard Hot 100.
Z kolei Butterfly dzięki sprzedaży prawie 240.000 kopii w pierwszym tygodniu, 4 października debiutuje na szczycie U.S.Billboard 200 Album lecz dopiero w piętnastym tygodniu osiąga szczytową fazę popularności sprzedając się w nakładzie 300.000, przez co ze statusem pięciokrotnej platyny utrzymuje się 44 tygodnie na liście. Wydane w następnej kolejności single "Butterfly" i "Breakdown" osiągały wysokie pozycje na listach lecz tylko w niektórych krajach wersjom nadano prawa komercyjne. Podobnie sytuacja miała miejsce w przypadku wydania "The Roof" w Europie, ale już w przypadku "My All" było inaczej i podążył tropem za "Honey".
Do 2006 oficjalnie na całym świecie sprzedano 17 milionów kopii Butterfly obsypując Mariah nagrodami między innymi za "Najlepszy album roku" czy za najlepsze teksty, ale dla samej Mariah najważniejszą naradą był powrót na scenę i możliwość pokazania swojej niezależności, którą było widać na Butterfly World Tour, z którego pochodzi klip do piosenki "Whenever You Call" promującej trasę i będącą "singlem" zamykają "erę Butterfly".

## Nagrody
Dzięki Butterfly Mariah zdobyła trzy nominacje do amerykańskich nagród muzycznych Grammy Awards, jednak żadna nagroda nie powędrowała w ręce artystki.
- Najlepszy wokal w kategorii Pop z piosenką "Butterfly" – nagrodę zdobyła Sarah McLachlan z piosenką "Building a Mystery".
- Najlepszy wokal w kategorii R&B z piosenką "Honey" – nagrodę odebrała Erykah Badu za "On & On".
- Najlepsza piosenka R&B z piosenką "Honey" – nagroda zdobyta przez R. Kelly'ego za "I Believe I Can Fly".

Nagrody związane z albumem, które trafiły w ręce Mariah to:
- Blockbuster Entertainment Award:

Najlepszy artysta
- IFPI Platinum Europe Awards
- Japan Gold Disc Award

Najlepszy międzynarodowy album Pop
- Soul Train Lady of Soul Awards Aretha Franklin Entertainer of the Year Award
- World Music Awards World's

Najlepiej sprzedającą się artystka międzynarodowa
Najlepszy artysta R&B roku
- Billboard Music Awards

Specjalna nagroda za 13 #1.
- Blockbuster Entertainment Awards

Najlepszy artysta Pop
- American Music Awards

Najlepsza artystka Soul/R&B

## Lista utworów
|                                                                                    | Tytuł                                          | Autorzy | Produkcja i aranżacja                                                                                             | Czas                              |
| Podstawowa wersja: USA (CK 67835)                                                  | Podstawowa wersja: USA (CK 67835)              | Podstawowa wersja: USA (CK 67835) | Podstawowa wersja: USA (CK 67835)                                                                                 | Podstawowa wersja: USA (CK 67835) |
| ---------------------------------------------------------------------------------- | ---------------------------------------------- | --- | --- | --------------------------------- |
| 1.                                                                                 | Honey                                          | Fareed, Stevie J, Stephen Hague, Bobby Robinson, Ronald Larkins, Larry Price, Malcolm McLaren                                                           | Sean "Puffy" Combs for Bad Boy Entertainment Inc., The Ummah, Stevie J., Mariah Carey                             | 5:00                              |
| 2.                                                                                 | Butterfly                                      | Mariah Carey, Walter Afanasieff | Mariah Carey, Walter Affanasieff                                                                                  | 4:35                              |
| 3.                                                                                 | My All                                         | Mariah Carey, Walter Afanasieff | Mariah Carey, Walter Affanasieff                                                                                  | 3:52                              |
| 4.                                                                                 | The Roof (Back in Time)                        | Mariah Carey, Jean Claude Oliver, Samuel Barnes, Cory Rooney, Albert Johnson, Kejuan Waliek Muchita                                                     | Poke and Tone for Track Masters Entertainment, Mariah Carey                                                       | 5:14                              |
| 5.                                                                                 | Fourth of July                                 | Mariah Carey, Walter Afanasieff | Mariah Carey, Walter Affanasieff                                                                                  | 4:22                              |
| 6.                                                                                 | Breakdown                                      | Carey, Krayzie Bone, Wish Bone, Stevie J. | Mariah Carey, Stevie J. i Sean "Puffy" Combs for Bad Boy Entertainment Inc.                                       | 4:44                              |
| 7.                                                                                 | Babydoll                                       | Carey, Missy Elliott, Cory Rooney, Stevie J. | Mariah Carey, Cory Rooney                                                                                         | 5:07                              |
| 8.                                                                                 | Close My Eyes                                  | Mariah Carey, Walter Afanasieff | Mariah Carey, Walter Affanasieff                                                                                  | 4:21                              |
| 9.                                                                                 | Whenever You Call                              | Mariah Carey, Walter Afanasieff | Mariah Carey, Walter Affanasieff                                                                                  | 4:21                              |
| 10.                                                                                | Fly Away (Butterfly Reprise)                   | Mariah Carey, Elton John, Bernie Taupin, David Morales                                                                                                  | Mariah Carey, David Morales for Def Mix Productions.                                                              | 3:49                              |
| 11.                                                                                | The Beautiful Ones                             | Prince | Mariah Carey, Cory Rooney                                                                                         | 6:59                              |
| 12.                                                                                | Outside                                        | Mariah Carey, Walter Afanasieff | Mariah Carey i Walter Affanasieff Koordynator produkcji: Cory Rooney                                              | 4:46                              |
| Bonusy europejskiej i azjatyckich wersji: Europa (488537 2), Japonia (SRCS – 8500) |                                                | | |                                   |
| 13.                                                                                | Honey (So So Def Radio Mix feat. Da Brat & JD) | Mariah Carey, Bobby Robinson, Stephen Hague, Ronald Larkins, Larry Price, Malcolm McLaren, Freddie Perren, Alphonzo Mizell, Berry Gordy, Dennis Lussier | Jermaine Dupri for So So Def Productions, Inc. Koordynator produkcji: Manuel Seal for So So Def Productions, Inc. | 3:59                              |
| 14.                                                                                | Honey (Def Club Mix)                           | Mariah Carey, Cory Robinson | David Morales for Def Mix Productions., Mariah Carey                                                              | 6:17                              |
| Bonus wersji hiszpańskojęzycznych: Meksyk (488537), Argentyna (2-488.537)          |                                                | | |                                   |
| 15.                                                                                | Mi Todo                                        | Mariah Carey, Walter Afanasieff, Manny Benito adaptacja hiszpańskiej wersji tekstu                                                                      | Mariah Carey, Walter Affanasieff                                                                                  | 3:52                              |

## Pozycje na listach przebojów
| Lista              | Najwyższa pozycja | Certyfikat | Sprzedaż    |
| ------------------ | ----------------- | ---------- | ----------- |
| Australia          | 1                 | 2xPlatyna  | 140,000+    |
| Austria            | 5                 | -          | 20,000+     |
| Belgia             | 2                 | Złoto      | 25,000+     |
| Brazylia           | -                 | -          | 50,000+     |
| Francja            | 6                 | 2xZłoto    | 250,000+    |
| Hiszpania          | 5                 | Platyna    | 100,000+    |
| Holandia           | 1                 | Złoto      | 40,000+     |
| Hongkong           | -                 | 4xPlatyna  | 80,000+     |
| Japonia            | 1                 | 8xPlatyna  | 1,600,000+  |
| Kanada             | 1                 | 3xPlatyna  | 300,000+    |
| Korea Południowa   | -                 | 3xPlatyna  | 300,000+    |
| Meksyk             | -                 | Złoto      | 75,000+     |
| Niemcy             | 7                 | -          | 200,000+    |
| Norwegia           | 5                 | -          | 10,000+     |
| Nowa Zelandia      | 4                 | Platyna    | 15,000+     |
| Polska             | -                 | Złoto      | 20,000+     |
| Singapur           | -                 | 5xPlatyna  | 75,000+     |
| Szwecja            | 4                 | Złoto      | 40,000+     |
| Szwajcaria         | 3                 | Złoto      | 25,000+     |
| Włochy             | 2                 | Platyna    | 150,000+    |
| Wielka Brytania    | 2                 | Złoto      | 250,000+    |
| U.S. Billboard 200 | 1                 | 5xPlatyna  | 5,000,000+  |
| Europa             | 1                 | Platyna    | 1,300,000+  |
| Świat              | 1                 | -          | 15,500,000+ |